# Club Deportivo Fuerte San Francisco
El Club Deportivo Fuerte San Francisco es un equipo de fútbol de la ciudad de San Francisco Gotera, del Departamento de Morazán, que juega en la Primera División de Fútbol de El Salvador.

## Historia

### Orígenes
Después de usar nombres como: “Atlahuanca”, “Invencibles”, "Cuscatlán" y "Morazán", en la década de los 30 y 40 del siglo pasado, el 4 de octubre de 1952 fue "bautizado" con su nombre actual y así comienza a escribirse la historia de nuestro equipo de Gotera.
Por acuerdo oficial el 8 de enero de 1953. Nace el equipo del pueblo FUERTE SAN FRANCISCO.
En 1954 el equipo participa por primera vez en la liga federada siendo su primer presidente del equipo ya legalmente establecido el señor Enrique Ferrufino.
1974 | Es campeón de la Tercera División de El Salvador por primera vez y asciende a la segunda categoría, pasando entre la segunda y tercera categoría por varios años hasta que consigue ascender por primera vez a la Primera División de El Salvador en 1990.

### Primera etapa en Liga Mayor
El club jugó tres temporadas consecutivas en primera categoría, donde en su temporada debutante 1990/1991 el club finalizó cuarto lugar en el grupo "B" del campeonato, quedando relegado de la siguiente etapa. Para la temporada 1991/92 quedó eliminado en un playoff por la fase final del campeonato contra el CD Águila al perder 0-1 en un partido de desempate luego de que ambos equipos empataran en con 37 puntos. En la Temporada 1992/1993, luego que al equipo lo desmantelaran en su estructura de plantel desciende a la categoría inmediata inferior finalizando décimo con 25 puntos, a dos de salvarse.
En el Clausura 2009 Luego de 16 temporadas en Segunda División desciende a la Tercera División de El Salvador, retornado a la segunda categoría en el Apertura 2015, cinco años después.

### Ascenso a Liga Mayor y Segunda Etapa
En el año 2022 el cuadro "morazánico" quedó campeón en el Torneo Apertura del mismo año, al derrotar 2-0 a Asociación Deportiva Destroyer siendo su segundo título.
Para el Clausura 2023, Fuerte San Francisco tras quedar relegado de obtener el bicampeonato, vence en el juego directo a Club Deportivo Titán y asciende a Primera División del país centroamericano, 30 años después de su única presentación.

## Rivalidades
Su rival histórico fue el CD Vista Hermosa, equipo de la misma ciudad, hasta que éste desapareció en 2012 luego de vender el club a la ciudad de Nueva Guadalupe.

## Estadio
El club maneja dos sedes alternativas: En el Estadio Luis Amílcar Moreno desde su creación en 1948, y en ocasiones puntuales hasta el 2021; y el Estadio Correcaminos sede permanente desde 2012, año en el que su rival CD Vista Hermosa desapareció del entorno futbolístico profesional.

## Palmarés
- Segunda División de El Salvador (2): Torneo 1989-1990, Temporada 2022-2023
- Tercera División de El Salvador (1): 1974,1978, Apertura 2001, Apertura 2013, Apertura 2014, Apertura 2015, Clausura 2015
- Liga Media (1): 1949

## Entrenadores
| - Henry Arias (1989–1990) - Saúl Molina (1991–1992) - Ricardo Guardado (1993) - Esteban Melara - Marcelo Javier Zuleta - Omar Sevilla (2004) - Eraldo Correia (2005) - Efraín Núñez (2006) - Mauricio Alvarenga (2007) - Rubén Alonso (2008) - Manuel Ramos (2009–2010) - Jorge Garay (2013) - Marvin Hernández (2014– septiembre de 2015) - Yahir Camero (septiembre de 2015 –diciembre de 2015) - Sergio Muñoz (enero de 2016–julio de 2016) - Yahir Camero (agosto de 2016-septiembre de 2016) | - Luis Dagoberto Sosa (septiembre de 2016–octubre de 2016) - Omar Sevilla (octubre de 2016–diciembre de 2016) - Luis Carlos Asprilla (diciembre de 2016) - Marvin Javier Hernández (2017-junio de 2019) - Nelson Alvarenga (julio de 2019-octubre de 2019) - Luis Dagoberto Sosa (octubre de 2019) - Omar Sevilla (agosto de 2020–junio de 2021) - Marvin García (junio de 2021–septiembre de 2021) - Luis Baltazar Ramírez Zapata (octubre de 2021-diciembre de 2021) - Pablo Quiñonez (diciembre de 2021–noviembre de 2023) - Jesús Álvarez (noviembre de 2023–diciembre de 2023) - Fabio Larramendi (enero de 2024–febrero de 2024) - Nelson Ancheta (febrero de 2024–mayo de 2024) - Jorge Martínez Merino (mayo de 2024–octubre de 2024) - Rubén Alonso (octubre de 2024–abril de 2025) - Rolando Torres (abril de 2025–actualidad) |